# Dorothea Buck
Dorothea Buck (auch J. E. Deranders oder Sophie Zerchin) (* 5. April 1917 in Naumburg a. d. Saale; † 9. Oktober 2019 in Hamburg) war eine deutsche Autorin und Bildhauerin. Als Zwangssterilisierte war sie Opfer der NS-Diktatur, sie wurde eine bedeutende Persönlichkeit der Bewegung Psychiatrie-Erfahrener.

## Leben und Wirken

### Herkunft
Dorothea Buck wuchs als viertes von fünf Kindern in Naumburg an der Saale auf.

### Psychiatrische Aufenthalte und NS-Zeit
1936, im Alter von neunzehn Jahren, wurde sie mit der Diagnose „Schizophrenie“ in die Von Bodelschwinghschen Anstalten in Bethel eingewiesen. Dort lernte sie erstmals die menschenverachtenden, in der ersten Hälfte des 20. Jahrhunderts üblichen Praktiken in der Psychiatrie kennen – wie Dauerbäder und Kaltwasserkopfgüsse zur „Disziplinierung“. Als besonders erniedrigend empfand sie jedoch die „völlige Sprachlosigkeit“: Die Patienten untereinander hatten Sprechverbot, Gespräche zwischen Personal und Patienten waren unüblich.
Aufgrund des „Gesetzes zur Verhütung erbkranken Nachwuchses“ wurde Dorothea Buck in den Von Bodelschwinghschen Anstalten in Bethel, Bielefeld, am 18. September 1936 zwangssterilisiert.
Ab 1937 erlernte Dorothea Buck das Töpferhandwerk und besuchte ab 1942 die private Städel-Kunsthochschule in Frankfurt am Main. Eine Aufnahme an der Hochschule wurde nur möglich, weil sie ihren Psychiatrieaufenthalt und vor allem die Sterilisation verschwieg, weil Sterilisierten vom NS-Regime unter anderem der Zugang zu höheren Bildungseinrichtungen verwehrt wurde.
1943, während eines weiteren Psychiatrieaufenthalts, diesmal in der Universitätsklinik in Frankfurt am Main, erlebte sie, wie Mitpatientinnen und Mitpatienten Opfer der sogenannten Euthanasie wurden, das heißt von Psychiatern ermordet wurden.

### Berufliche Laufbahn nach dem Krieg

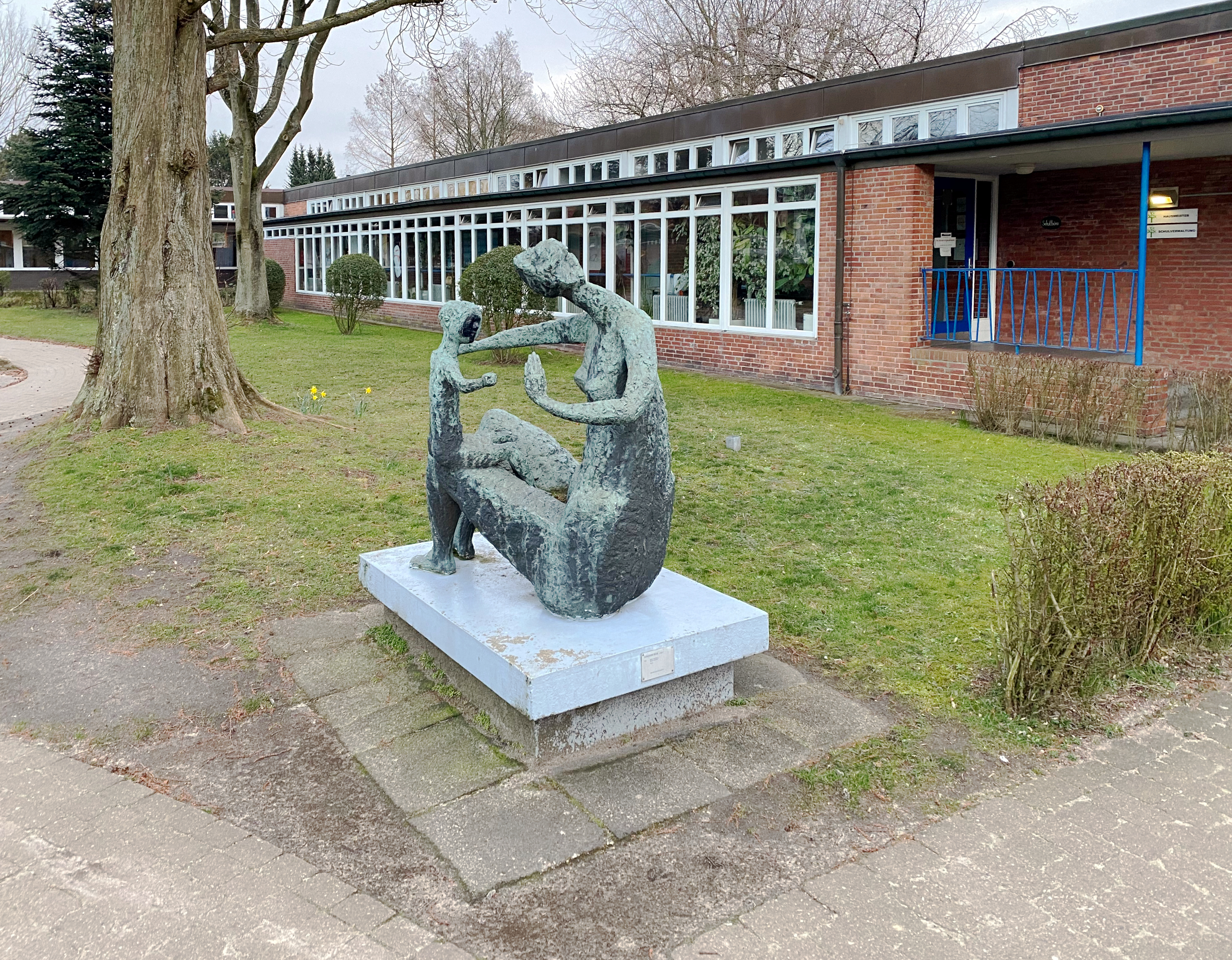
Bronze „Mutter und Kind“ (1964), vor einer Schule in Hamburg-Wandsbek

Nach dem Krieg begann Dorothea Buck als Bildhauerin zu arbeiten. Ende April 1950 ging sie nach Empfertshausen (Thüringen), um den Gesellenbrief als Holzbildhauerin zu erwerben, der Voraussetzung für ein Studium an einer Kunsthochschule war.
Von 1969 bis 1982 war sie Lehrerin für Kunst und Werken an der Fachschule für Sozialpädagogik I in Hamburg.
Medienberichte in den frühen 1960er Jahren über die weiterhin menschenunwürdigen Bedingungen in den deutschen Psychiatrie-Einrichtungen motivierten Dorothea Buck, sich für deren Verbesserung einzusetzen. Sie verfasste ein Theaterstück über den hunderttausendfachen Mord an psychisch Kranken und Behinderten in der NS-Zeit, schrieb zahlreiche Aufsätze, hielt Vorträge, um aufzuklären und für eine humanere Psychiatrie in der Gegenwart zu werben.

### Spätes Wirken
Ab 1989 – die Erfahrung der „Sprachlosigkeit“ in der Psychiatrie war ihr unvergessen geblieben – galt ihr Engagement der Einrichtung von Psychoseseminaren. In Hamburg gründete sie zusammen mit dem Psychologen Thomas Bock in der Psychiatrie der Universitätsklinik die erste Einrichtung dieser Art, in der Patienten, Angehörige und in der Psychiatrie Beschäftigte in einen gleichberechtigten Wissens-, Meinungs- und Erfahrungsaustausch (Trialog) über psychische Erkrankungen traten.
1990 erschien unter dem Pseudonym Sophie Zerchin, einem Anagramm des Wortes Schizophrenie, Dorothea Bucks Biografie Auf der Spur des Morgensterns.
1992 gründete Dorothea Buck mit anderen Betroffenen den Bundesverband Psychiatrie-Erfahrener, deren Ehrenvorsitzende sie bis zu ihrem Tod war.
2007 hielt sie einen Hauptvortrag (70 Jahre Zwang in deutschen Psychiatrien – erlebt und miterlebt) beim Kongress „Coercive Treatment in Psychiatry: A Comprehensive Review“ („Psychiatrische Zwangsbehandlung. Ein Überblick“) der World Psychiatric Association in Dresden.  Peter Lehmann veröffentlichte ihn unter demselben Titel in dem 2007 gemeinsam mit Peter Stastny herausgegebenen Buch Statt Psychiatrie 2 im Peter Lehmann Antipsychiatrieverlag, ISBN 978-3-925931-38-3.
Dorothea Buck starb 2019 in Hamburg.

## Auszeichnungen und Ehrungen
Buck erhielt zwei Klassen des Bundesverdienstkreuzes: 1997 das Verdienstkreuz 1. Klasse, 2008 das Große Verdienstkreuz des Verdienstordens der Bundesrepublik Deutschland. 2017 verlieh ihr der Senat der Hansestadt Hamburg die Medaille für treue Arbeit im Dienste des Volkes in Silber.
Zu Ehren ihres 102. Geburtstags am 5. April 2019 publizierte der Bundesverband Psychiatrie-Erfahrener e. V. die ihr gewidmete Fest- und Feierschrift Psychose als Selbst-Findung – Bald 100 Stimmen zu Dorothea Bucks 100. Geburtstag.
1996, noch zu ihren Lebzeiten, wurde ein Wohnheim für psychisch erkrankte Menschen in Bottrop nach ihr benannt.
Durch Senatsbeschluss vom 10. Februar 2022 erhielt die im Hamburger Stadtteil Schnelsen auf dem Deckel der A 7 entstandene Grünfläche zwischen Frohme- und Heidlohstraße den Namen Dorothea-Buck-Park. Durch einen weiteren Senatsbeschluss vom 18. Mai 2022 wurde die im Stadtteil Farmsen-Berne gelegene, erst 2017 benannte Emmy-Püttjer-Straße in Dorothea-Buck-Straße umbenannt. Die Umbenennung erfolgte wegen der Nähe Püttjers zum Nationalsozialismus und des Umstandes, dass sich an dieser Stelle früher ein Pflege- und Versorgungsheim und ein sogenanntes Arbeitshaus befanden, in dem in der NS-Zeit Menschen zwangsinterniert, zwangssterilisiert und in weitere Anstalten zur Euthanasie deportiert wurden.

## Rezeption
Auf dem Kongress der Deutschen Gesellschaft für Psychiatrie, Psychotherapie und Nervenheilkunde (DGPPN) von 2010 zitierte Sigrid Falkenstein in ihrer Rede als Angehörige von Anna Lehnkering, die im Zuge der Aktion T4 ermordet wurde, Bucks Worte: „Was nicht erinnert wird, kann jederzeit wieder geschehen, wenn die äußeren Lebensumstände sich entscheidend verschlechtern.“ Am 27. Januar 2017 wurde im Bundestag an die Opfer des psychiatrischen Massenmords und der Zwangssterilisationen während des Naziregimes erinnert. In ihrer Rede sprach Falkenstein von Dorothea Buck und wiederholte das Zitat.

## Werk (Auswahl)
- Dorothea Buck-Zerchin: Lasst euch nicht entmutigen. Texte 1968–2001. Anne Fischer Verlag, Norderstedt ISBN 3-926049-32-4 und Leipziger Universitätsverlag 2002 (Vergriffen).
- Dorothea-Sophie Buck-Zerchin: Auf der Spur des Morgensterns – Psychose als Selbstfindung. Anne Fischer Verlag, Norderstedt ISBN 978-3-926049-47-6 und Paranus Verlag, Neumünster 2005 ISBN 978-3-926200-65-5.
- Dorothea Buck: Ermutigungen – Ausgewählte Schriften. Anne Fischer Verlag, Norderstedt ISBN 978-3-926049-63-6 und Paranus Verlag, Neumünster 2012 ISBN 978-3-940636-21-8.
- Dorothea Buck u. a.: Mit meinen herzlichen Grüßen! Ihre Dorothea Buck – Der Gartenhaus-Briefwechsel. Paranus Verlag, Neumünster 2016 ISBN 978-3-940636-37-9.

## Filme (Auswahl)
- Edgar Hagen: Vom Wahn zum Sinn, 45 Minuten
- Alexandra Pohlmeier: Himmel und mehr – Dorothea Buck auf der Spur, 90 Minuten, 2008[11]
- Alexandra Pohlmeier: 20 Jahre Trialog – Das Hamburger Psychoseseminar und die Folgen, 52 Minuten, 2009, Paranus-Verlag
- Alexandra Pohlmeier: Unglaublich gradezu, 23 Minuten, 2011